# Герб Погребища
Герб Погреби́ща затверджено рішенням Погребищенської міськради від 23 червня 1998 року.

## Опис
У малиновому щиті срібний хвилеподібний перев'яз зліва, обтяжений лазуровим шипоподібним зверху і хмароподібним знизу перев'язом, і супроводжуваний зверху золотим усміхненим сонцем з шістнадцятьма такими ж променями, прямими і полум'яподібними поперемінно, а знизу срібним лапчастим хрестом, поверх якого щиток: у лазуровому полі срібний півмісяць рогами вліво.

## Символіка
Малиновий колір символізує козацтво, золоте сонце — Подільську землю. Хрест із півмісяцем — герб Брацлавщини. Перетинає герб річка Рось.